# Col des Portes
Le col des Portes est un petit col d'une altitude de 631 mètres, situé sur les contreforts Nord de la montagne Sainte-Victoire (entre la Sainte-Victoire et la montagne des Ubacs), dans les Bouches-du-Rhône, à 20 km à l'est d'Aix-en-Provence.
Bien que situé entièrement dans le département des Bouches-du-Rhône, il est à la limite du Var et fait ainsi communiquer les deux départements, entre les villages de Vauvenargues et de Rians et Pourrières (dans le Var). De Vauvenargues, le col permet aussi de rejoindre Trets et Saint-Maximin.
Le col est desservi par une route étroite dont le revêtement est en excellent état. Le versant Bouches-du-Rhône est difficile d'accès (pentes à 15 %), avec quelques lacets ; on y accède en franchissant d'abord le col de Claps. Le versant Var en revanche, est beaucoup plus plat et rectiligne.
Le col des Portes est le point de départ du sentier de randonnée menant au pic des Mouches (point culminant de la montagne Sainte-Victoire). C'est aussi une ascension classique pour les cyclistes de la région.